# Liste historischer ethnographischer Fragebögen
Diese Liste historischer ethnographischer Fragebögen enthält ethnographische Fragebögen (englisch ethnographic questionnaire, französisch questionnaire ethnographiques) mit vorgefertigten Fragen zur Feldforschung in der Ethnologie (Völkerkunde) und der Anthropologie (Menschenkunde). Besonders verbreitet waren derartige Fragebögen zur Zeit des Kolonialismus.
Viele Kolonialinstitutionen oder ihnen verwandte Organisationen haben eigene Fragebögen entwickelt und herausgegeben. Manche erlebten mehrere Ausgaben oder Auflagen, beispielsweise erschien die Notes and Queries des Royal Anthropological Institute in London 1951 in der sechsten Auflage, die erste Ausgabe war unter dem Titel Notes and queries on anthropology : for the use of travellers and residents in uncivilized lands („Anmerkungen und Fragen zur Anthropologie: Für den Gebrauch von Reisenden und Bewohnern in unzivilisierten Gebieten“) erschienen und wurde 1874 vom Royal College of Surgeons of England herausgegeben. Die folgende Übersicht versucht, einige wichtige dieser „Fragebögen“ zu erfassen. Sie ist nach Sprachen sortiert.

## Übersicht

### Englisch
- A. Galloway Keller: Queries in ethnography. New York, London, Bombay, 1903. Digitalisat
- Notes and Queries on Anthropology. Revised and rewritten by a Committee of the Royal Anthropological Institute. Sixth Edition. London (Routledge & Kegan Paul), 1951 (Review) 2. A. 1892Digitalisat (6. A., 1951) …
- John Wesley Powell[3]. Questionnaire.
- Jeffersons Questionnaire bei der Lewis-und-Clark-Expedition 1804 (vgl. Albert Gallatin: Synopsis of the Indians within the United States east of the Rocky Montains and the British and Russian possessions in North America.[4])
- James George Frazer (1895) Anthropological Questions. In: The Journal of the Anthropological Institute of Great Britain and Ireland, Vol. XXIV, London.

### Französisch
- George Foucart, Jamʻīyah al-Jughrāfīyah al-Misṛīyah : Questionnaire préliminaire d'ethnologie africaine. Kairo, Impr. de l'Institut français d’archéologie orientale, 1919.  / Introductory questions on African ethnology
- Henri Labouret[5]: Plan de monographie régionale (Paris: Larose, 1933) / Outre-Mer, Paris, 1er trim. 1932, S. 52–89.
- Marcel Mauss: Fragment d'un plan de sociologie descriptive. Annales de sociologie, Paris, série A, fasc. 1, S. 1–56.
- Marcel Mauss: Manuel d'ethnographie (1926) (Neu aufgelegt 1947), deutsche Übersetzung unter dem Titel "Handbuch der Ethnographie (2013)"
- Questionnaire de l'École française d’Extrême-Orient. Composé par Marcel Mauss et expliqué par le Colonel Bonifacy[6].
- Charles Hercules Read: Questionnaire ethnographique pour le Congo. British Museum. London, 1904.[7]
- Questionnaire de sociologie et d'ethnographie (Publication de la Société d’anthropologie de Paris). 1883 (2° éd., 1889).
- Louis Marin: Questionnaire d'Ethnographie. Paris 1925 (Review) von Henri-A. Junod
- Questionnaire éthnographique et sociologique. Etat Indépendant du Congo. Bruxelles : Hayez, 1898
- Questionnaire ethnographique relatif au Congo Belge avec quelques indications bibliographiques. Royaume de Belgique, Min. des Colonies. Bruxelles, 1940
- Musée d'ethnographie du Trocadéro: Instructions sommaires pour les collecteurs d'objets ethnographiques. Paris, Musée d'ethnographie (Museum national d'histoire naturelle) et Mission scientifique Dakar-Djibouti, 1931 (Digitalisat)
- Institut international des langues et des civilisations africaines; H. Labouret: Recommandations pour l'étude de la famille et des chefferies. Paris : Sonzé, [s.d.]

### Russisch
- Ethnographischer Fragebogen der Ethnographischen Abteilung der Kaiserlichen Russischen Geographischen Gesellschaft, nach 1845 entstanden, Nikolai Nadeschdin (russ.)[8]
- Wjatscheslaw Nikolajewitsch Tenischew: Programm zur ethnographischen Information über die Bauern in Zentralrussland (Программа этнографических сведений о крестьянах Центральной России. / Сост. на основании соображений, излож. в кн. В. Н. Тенишева «Деятельность человека» кн. В. Н. Тенишевым при участии г.г. В. Н. Добровольского и А. Ф. Булгакова. — Смоленск, 1897) (russisch)
- Dos yidishe etnografishe program (Jewish Ethnographic Program), S. An-ski (jiddisch)[9] (Der mentsh: Dos yidishe etnografishe program, ed. L. I. Shternberg (Petrograd, 1914))

### Deutsch
- Friedrich S. Krauss: Ethnographischer Fragebogen. Anthropologische Gesellschaft in Wien 1884
- Felix von Luschan: Instruktion für ethnographische Beobachtungen und Sammlungen in Deutsch-Ostafrika; zusammengestellt im Auftrage der Direktion des Königl. Museums für Völkerkunde in Berlin. Berlin : E. S. Mittler, 1896
- Heinrich Seidel: Instruktionen für ethnographische Beobachtungen und Sammlungen in Togo. In: Mitteilungen von Forschungsreisenden und Gelehrten aus den Deutschen Schutzgebieten, 10 (1897):1-25.
- Felix von Luschan: Anleitung für ethnographische Beobachtungen und Sammlungen in Afrika und Oceanien. Berlin, Königliches Museum für Völkerkunde in Berlin, 1899 (3. A. 1904)[10]
- Steinmetz, S. R.: Ethnographische Fragesammlung zur Erforschung des sozialen Lebens der Völker außerhalb des modernen europäisch-amerikanischen Kulturkreises. Herausgegeben von der Internationalen Vereinigung für vergleichende Rechtswissenschaft und Volkswirtschaftslehre in Berlin und in deren Auftrage entworfen von Dr. S. R. Steinmetz. Bearbeitet und erweitert von R. Thurnwald. Berlin: R. v. Decker 1906.
- Afrika, Ethnographischer Fragebogen des Hamburgischen Museums für Völkerkunde, Hamburg 1910.